# Partido de la Unidad Nacional (Kenia)

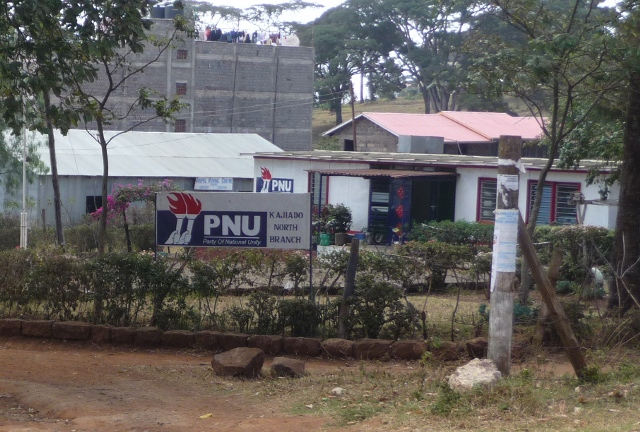
Oficinas del PNU en Ngong.

El Partido de la Unidad Nacional (en inglés: Party of National Unity) llamado simplemente Unidad Nacional o PNU es un partido político de Kenia que se creó como una coalición electoral. El 16 de septiembre fue establecida por el presidente keniata Mwai Kibaki para respaldar su candidatura en las controvertidas elecciones generales de 2007. Sus principales miembros eran la Unión Nacional Africana de Kenia (KANU), el Partido Demócrata y el Foro para la Restauración de la Democracia - Kenia (FORD-Kenia). Su creación se debió en gran medida a la desaparición de la Coalición Nacional del Arcoíris, tras el controvertido referéndum constitucional de 2005, que enemistó a Kibaki con gran parte de las fuerzas que lo habían llevado al poder en las elecciones de 2002. El único miembro registrado del partido era Kibaki, ya que representaba a todas las fuerzas de la coalición.
La escasa preparación política del nuevo partido se hizo evidente en el proceso de nominación de candidaturas parlamentarias. Inicialmente, los partidos miembros de PNU acordaron candidatos parlamentarios y locales únicos bajo la bandera del PNU, excepto la KANU, que se permitió presentar a sus propios candidatos. Este acuerdo no se materializó y varios candidatos se presentaron por sí mismos o por su propio partido, lo que generó que la coalición en sí recibiera 43 escaños por sí sola, pero 78 juntando a todas las fuerzas.
Desde las elecciones de 2007, el PNU se ha convertido en un partido político por derecho propio tras las condiciones establecidas por la Ley de Partidos Políticos, aprobada en Kenia en 2008.